# Londoni kő
Koordináták: é. sz. 51° 30′ 42″, ny. h. 0° 05′ 22″51.511667°N 0.089444°W
A londoni kő (angolul: London Stone) egy ókori eredetű nevezetesség, szabálytalan alakú mészkőtömb, lényegében egy határkőtöredék. Az évszázadok során a London Stone szimbolizálta a City of London szuverenitását, önkormányzáshoz való jogát. Itt hozták a döntéseket, a helyi törvényeket, itt tették le az esküket, néha szertartások kíséretében nagy tömegek előtt. A kő jelentősége az idők folyamán csak erősödött és mint ilyen, védett.  Eredeti rendeltetése és annak keletkezési dátuma ismeretlen, de a feltételezések szerint több mint 3000 éves és druida, vagy még gyakrabban vélik úgy, hogy római eredetű.
A kutatók leginkább azt valószínűsítik, hogy egy valaha sokkal nagyobb méretű mérföldkő vagy egy magas státuszú római kori épület maradványa volt, amely évszázadokon keresztül Londonban, a mai Cannon Street közepén állt. A rómaiak alapította Londinium központját jelölték vele és ettől a kőtől mérték Britannia-szerte a távolságot. Egykor ezt az ereklyét mitikus tisztelet övezte és vallási, jogi, polgári, okkult és szimbolikus jelentősége, egyfajta városvédő szerepe lehetett.

## Története
A kő első ismert írásos említése egy 1100-ban kelt dokumentumban olvasható, melyben a canterburyi székesegyház tulajdonában lévő ingatlanok felsorolása között, megtalálható a Londenstane név. 1198-ban készített térképeken mérföldkőként említik, mint Lonenstane vagy Londenstane.
A kővel kapcsolatos nevezetes esemény, amikor Jack Cade, az 1450-es király elleni lázadás vezetője, miután csapataival megérkezett a fővárosba, magát lordkormányzónak nevezte ki úgy, hogy nem a kőnél tette le az esküt. Egy 16. században íródott történet azt tartja, hogy az ereklye szimbolikus középpont volt, ahonnan a római Britanniában minden távolságot mértek.

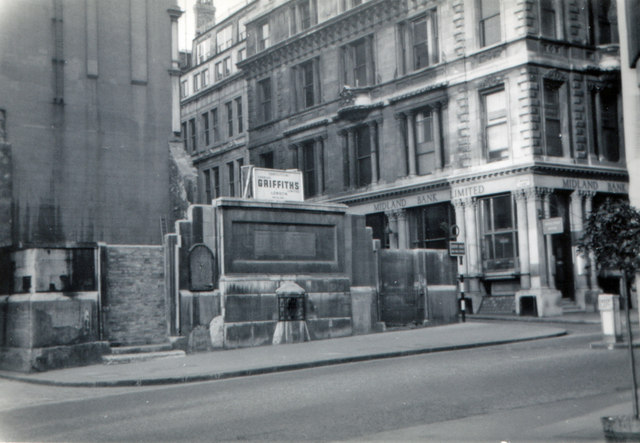
A londoni kő, az 1962-ben lebontott St. Swithin templom falmaradványában

1742-ben London kövét átköltöztették az Cannon Street északi oldalára, 1789-ben pedig beépítették a Szent Swithin nevű anglikán templom déli falába. A templom 1941-ben a második világháború bombázásai során súlyosan megrongálódott, ezért 1960-ban lebontották. Maga a kő sértetlen maradt és átmenetileg a Guildhall Múzeumba szállították megőrzésre. A templom helyén maradt telek újjáépítése előtt ásatásokat végeztek a helyszínen és egy égett réteget találtak a kelta Boudicea királynő korából, ami arra utal, hogy ez a hely a régmúltra tekintve fontos helyszín lehetett.
1962-ben a követ visszahelyezték a teljesen lebontott templom helyén emelt épület, a kínai illetőségű Oversea-Chinese Banking Corporation székházának oldalába, egy falfülkében, megközelítőleg ugyanarra a helyre, ahol eredetileg volt. A követ úgy helyezték el egy üvegvitrinben, hogy az látható legyen az épületen belül és kívülről is. Az utca felől egy vasrács mögött volt látható a járókelők számára.

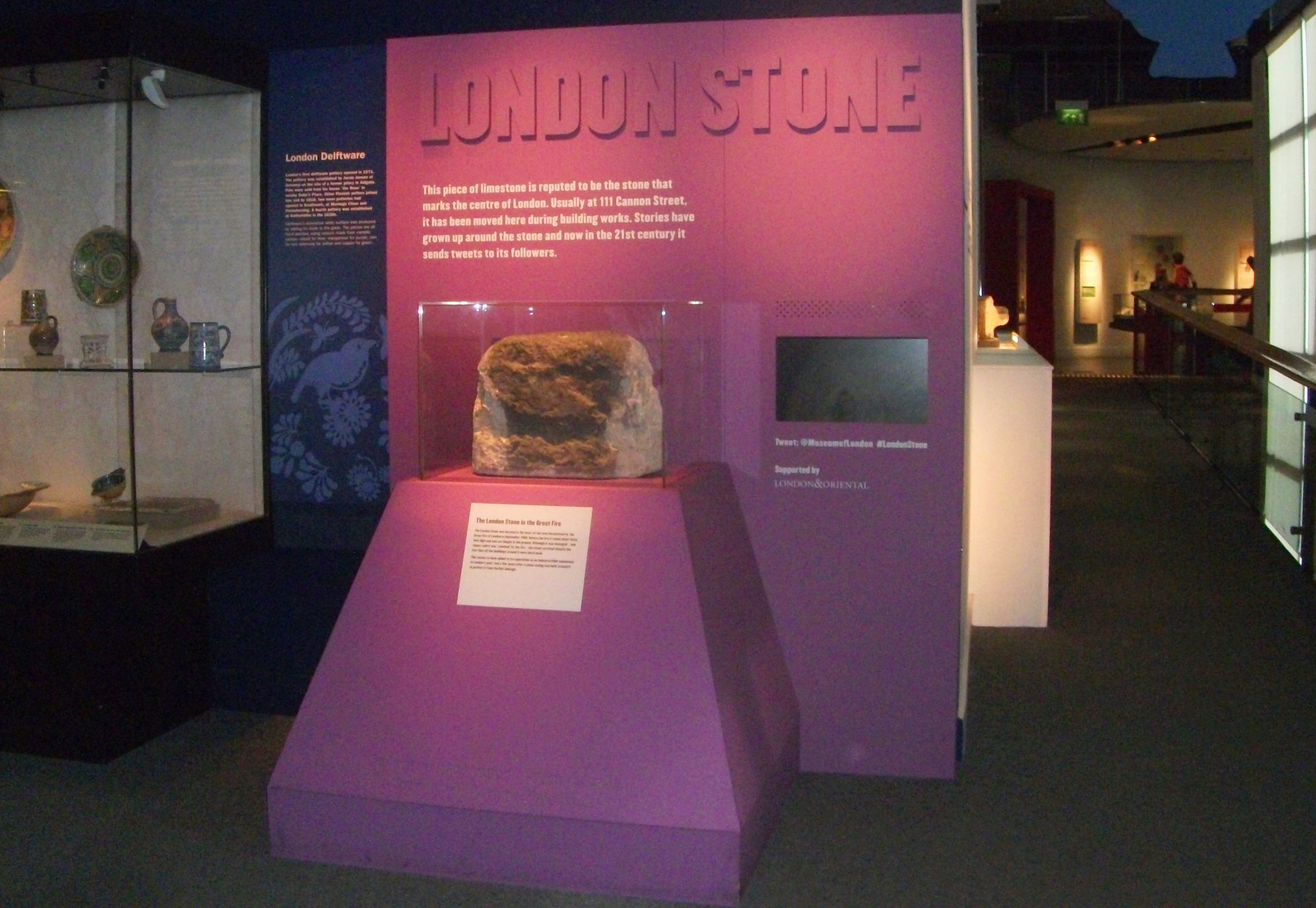
A london kő, a Museum of London a War, Plague & Fire (Háború, pestis, tűz) galériájában 2016-ban

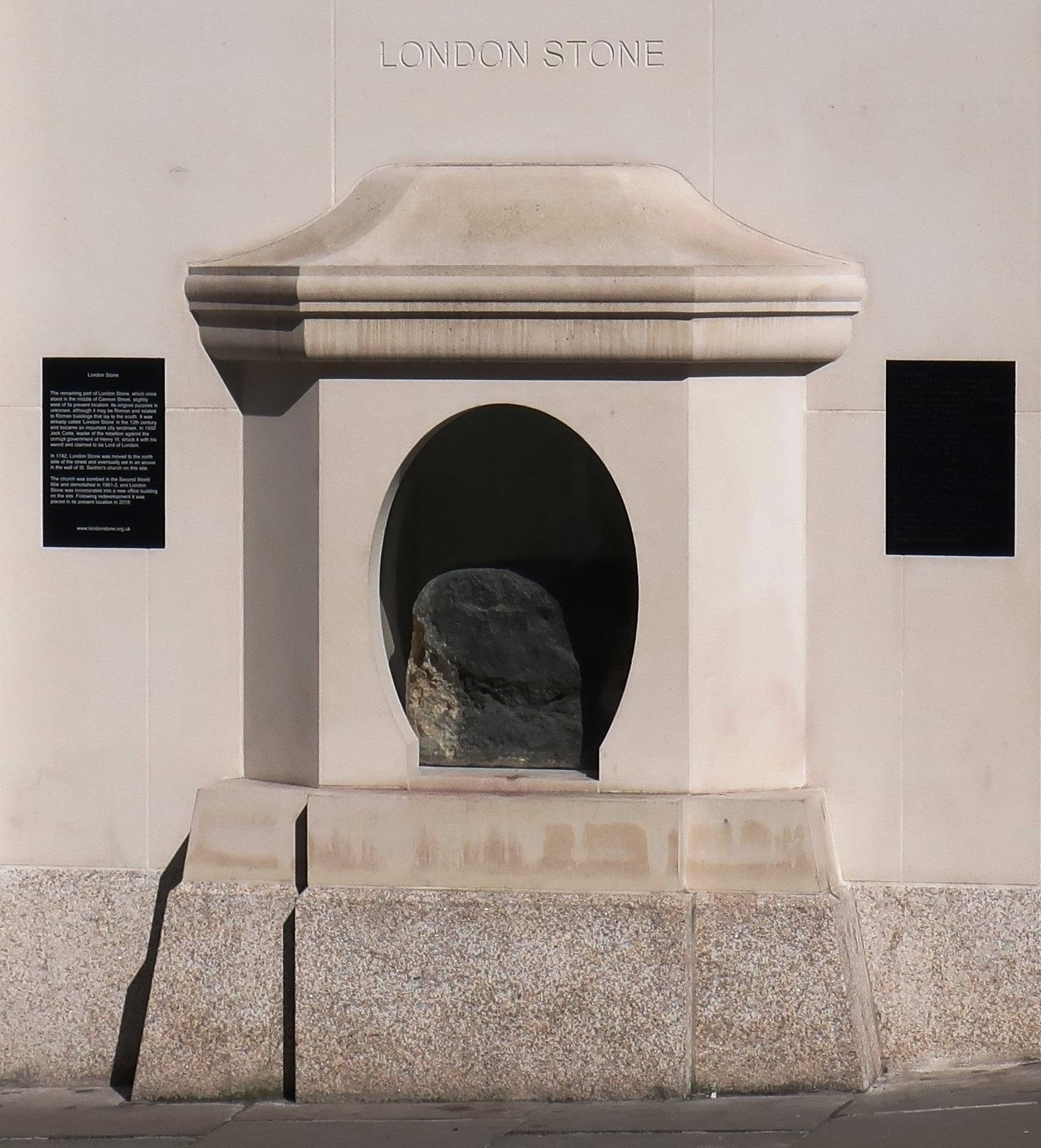
A londoni kő, 2018 óta ismét az eredeti helyén

2006-ban a bank elköltözött az épületből, így a helyére egy sportszerüzlet költözött. A Cannon Street 111. szám alatt álló épületet 2016-ban lebontották, ezért a restaurátori munkák után átszállították ideiglenes helyére, a London történetét bemutató múzeumba. A Museum of London 2016. május 13-tól csak ideiglenesen tárta látogatói elé, mert az új Walbrook Building irodaház felépítése után a követ 2018-ban visszaköltöztették eredeti helyére a Cannon Street állomással szemben található fal erre kiképzett nyílásának üvegfala mögé (London, Cannon Street 111).

## Érdekességek
- Brutus kövének (angolul: Stome of Brutus) is nevezték, amelyhez egy monda kapcsolódik, miszerint időszámításunk előtt mintegy ezer évvel Iuppiter egyik leszármazottja, Brutus alapította a várost.[10] A mítosz összekapcsolja London sorsát a kő védelmével. Egy régi közmondás szerint: „Mindaddig, amíg a Brutus-kő biztonságban van, addig London is virágozni fog.”[6][9]
- Legendás státuszát rejtélyességének köszönheti, ugyanis valódi funkcióját és eredetét máig nem sikerült teljes bizonyossággal megfejteni. Állítólag fontos szerepe volt London megalapításakor és a legenda szerint ebben a kőben tartotta Artúr király mitikus kardját, az Excaliburt.[11]